# 船坂村
船坂村（ふなさかむら）は、かつて兵庫県西部（西播磨地区）に存在していた村。赤穂郡。
1955年、上郡町、鞍居村、高田村、赤松村と合併し、新たに上郡町となったため地方自治体として消滅した。
旧村域は現在の上郡町西部に位置しており、旧船坂、旧梨ケ原両小学校区にほぼ相当する。

## 概要
現在の上郡町八保、栗原、落地、行頭、別名、高山、梨ケ原に相当する。

## 沿革
- 1889年（明治22年）4月1日 町村制施行
  - 八保村、栗原村、落地村、行頭村、下村、別名村、高山村、梨ケ原村の範囲を以て赤穂郡船坂村発足
- 1955年（昭和30年）3月1日 上郡町、鞍居村、高田村、赤松村と合併し、新たに上郡町が発足したため消滅

## 地域

### 教育
- 船坂村立船坂中学校（現在は上郡町山野里の上郡中学校に統合）
- 船坂村立船坂小学校（上郡町立となり、2010年に山野里小学校に統合されて閉校した。）
- 船坂村立梨ケ原小学校（同様に上郡町立となり、2010年に山野里小学校に統合されて閉校した。）

## 交通

### 鉄道
- JR山陽本線が旧村域を通過しているが駅は設置されていない。

### 道路
- 高速道路
  - 旧村域に高速道路は通っていない。
- 国道
  - 国道2号
- 県道
  - 兵庫県道5号姫路上郡線
  - 兵庫県道385号高田上郡線